# 유이촌 (도쿄도)
유이촌(由井村)은 도쿄도 미나미타마군에 설치되었던 촌이다. 현재의 하치오지시에 해당한다.

## 역사
- 1889년 4월 1일 - 정촌제 시행으로 가나가와현 미나미타마군 유이촌이 설립.
- 1893년 4월 1일 - 미나미타마군이 기타타마군, 니시타마군과 함께 도쿄부에 편입.
- 1943년 7월 1일 - 도쿄도제 시행.
- 1955년 4월 1일 - 요코야마촌, 모토하치오지촌, 온가타촌, 가와구치촌, 가스미촌과 함께 하치오지시에 편입됨.